# Wohnhaus Seebeckstraße 18

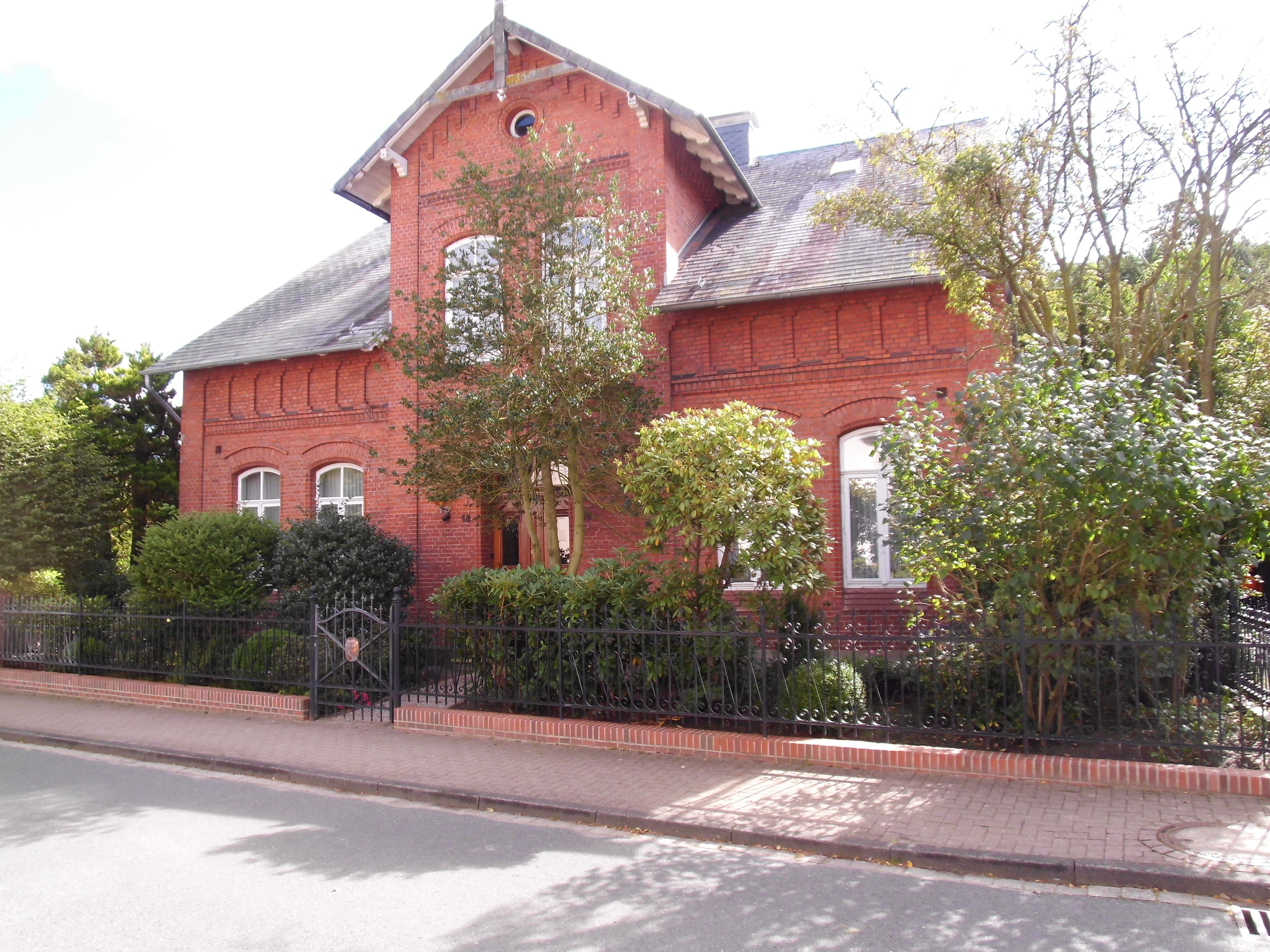
Wohnhaus Seebeckstraße 18

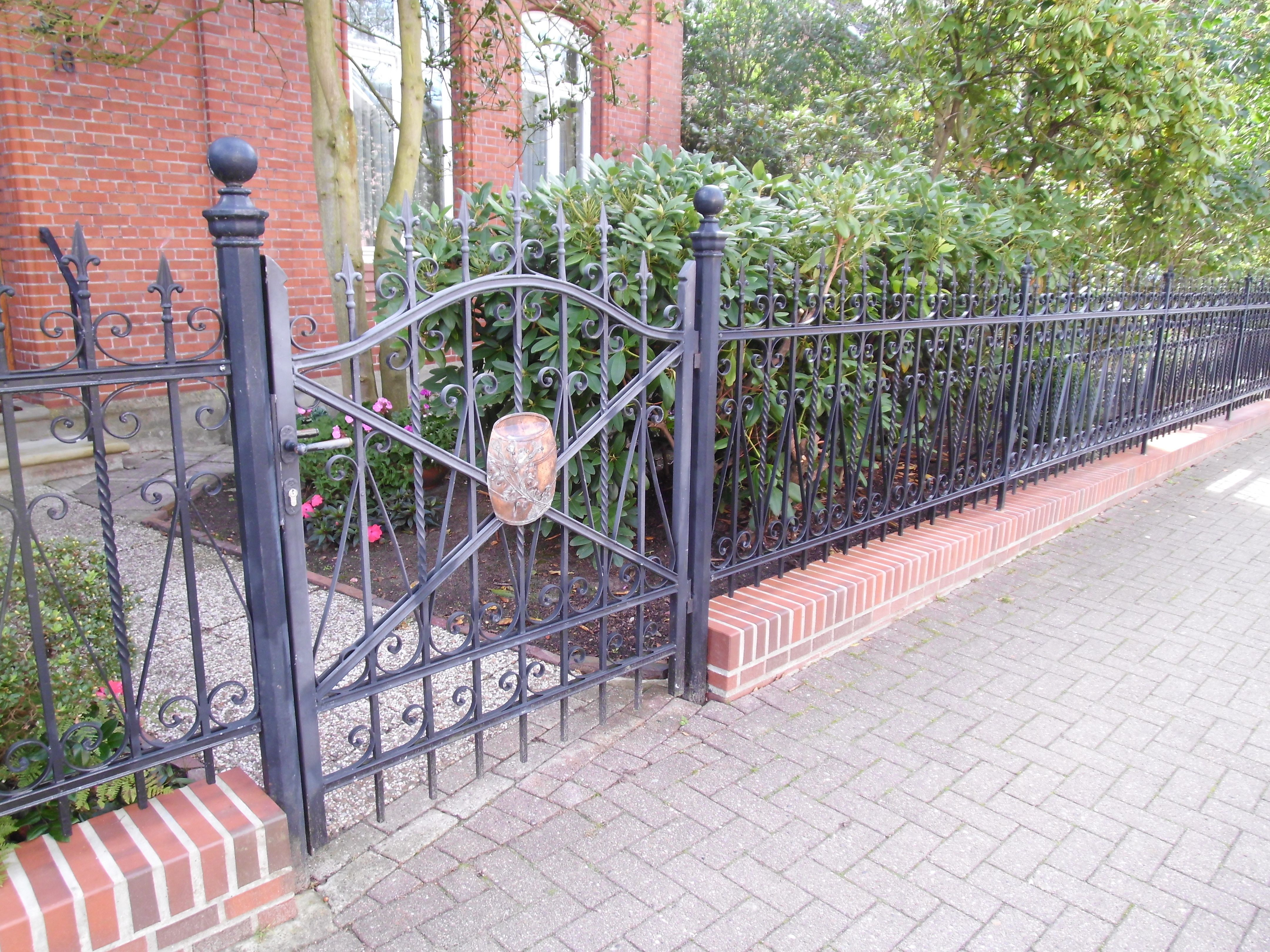
Einfriedung

Das Wohnhaus Seebeckstraße 18 in Bad Bederkesa steht unter niedersächsischem Denkmalschutz und ist in die Liste der Baudenkmale in Geestland eingetragen.

## Geschichte
Das eingeschossige, verklinkerte Wohnhaus mit einem markanten zweigeschossigen Mittelrisalit und dem Satteldach wurde am Ende des 19. Jahrhunderts im Stil des Historismus und der Gründerzeit gebaut. Prägend ist auch der Gesimsstreifen mit den senkrechten Steinstreifen und die Giebelausbildung mit dem Rundfenster und dem sichtbaren Giebelbalken im Schweizerstil.
Auch die gusseiserne Einfriedung von Haus Seebeckstraße 18 ist denkmalgeschützt.
Koordinaten: 53° 37′ 30,8″ N, 8° 50′ 41,9″ O